# Тамчи-Булак
Тамчи-Булак (кирг. Тамчы-Булак) — село в Айтматовском районе Таласской области Кыргызстана. Входит в состав Бакыянского аильного округа. Код СОАТЕ — 41707 215 806 02 0.

## Население
По данным переписи 2009 года, в селе проживал 441 человек.